# Betchcott
Betchcott – osada w Anglii, w hrabstwie Shropshire. Leży 15 km na południe od miasta Shrewsbury i 221 km na północny zachód od Londynu.